# Сотион (учител на Сенека)
Сотион (на гръцки: Σωτίων Sōtíōn; на латински: Sotion е гръцки философ и учител на Сенека през 1 век пр.н.е. и ранния 1 век.
Той е от философското училище „Секстии“ в Рим, създадено през 1 век пр.н.е. от Квинт Секстий. Според хрониката на църковния баща Йероним, Сотион e от Александрия в Египет и достига своя akmḗ (става на 40 години) през 13 г. Сотион е учител на младия Сенека. Сотион основава учението за безмесното ядене, вегетарианството.
Той е учител и на Авъл Корнелий Целз, Луций Красиций и Папирий Фабиан.
Сотион е вероятно автор на Peri orgḗs, от което някои фрафменти са в сбирката на Йоан Стобей.